# Elvira de Amaya
Elvira de Amaya (Fréscano, Zaragoza, 1908-Guadalajara, México, octubre de 1973) fue una cupletista y actriz española.

## Biografía
Nació con el nombre de Elvira López Domínguez en la localidad zaragozana de Fréscano, en 1908. Era la hija mayor de Aniceto López —agricultor— y Emilia Domínguez. Sus hermanos se llamaban Félix, Angelina, María Antonia y José Luis. Inició su pasión por el canto en la casa de un conocido, en la que se reunía con sus amigas para cantar. A pesar de la oposición cerril de su padre, a principios de 1923 se fue a Madrid con su tía, sin que el resto de la familia lo supiese. Con cinco trajes y algunos cuplés aprendidos, debutó en el Teatro Romea, sin cobrar. Tuvo tal éxito que el teatro la contrató por diez días, que no pudo acabar puesto que su padre se presentó un día en el camerino y se la llevó de vuelta a Zaragoza.
Volvió a Madrid al año siguiente, debutando el 12 de enero de 1924 en el Teatro Novedades, pasando luego al Teatro de la Zarzuela como parte de una revista, al Romea, donde consiguió el estrellato, y, tras unos meses de estudio para mejorar su voz, debutó el 4 de diciembre de 1924 en el Edén Concert de Barcelona. A principios de 1925 debutó en el Teatro Eldorado de Barcelona, el mejor del país, consagrándose definitivamente.
Viajó a Buenos Aires con el maestro Codoñer, donde permanecieron varios años, recorriendo los teatros de América Latina. Era la época dorada del tango, que incluyó en su repertorio. En la temporada 1932-1933 volvió a Barcelona, al Teatro Victoria, donde tuvo un gran éxito con sus tangos, género que habían popularizado anteriormente en la ciudad artistas de la talla de Carlos Gardel, Francisco Canaro y Azucena Maizani. Se mantuvo alguna temporada más, para desaparecer del panorama musical.

De Amaya debutó tarde, por lo que tuvo que adaptar su repertorio a los cambiantes gustos. A pesar estrenar cuplés tan famosos como La chica del 17, más que una cupletista, fue una «cantante popular», acercándose a lo que más tarde se conocería como «cantante ligera». Poco a poco se alejó del cuplé para incluir canciones de gusto más regional y castizo, como tonadillas o tangos. Admiradora de Amalia de Isaura y sobre todo de Raquel Meller, tenía voz bien timbrada y agradable. De gran belleza —de grandes ojos claros, rubia, figura escultural— se convirtió en una de las canzonetistas de más éxito de la época.

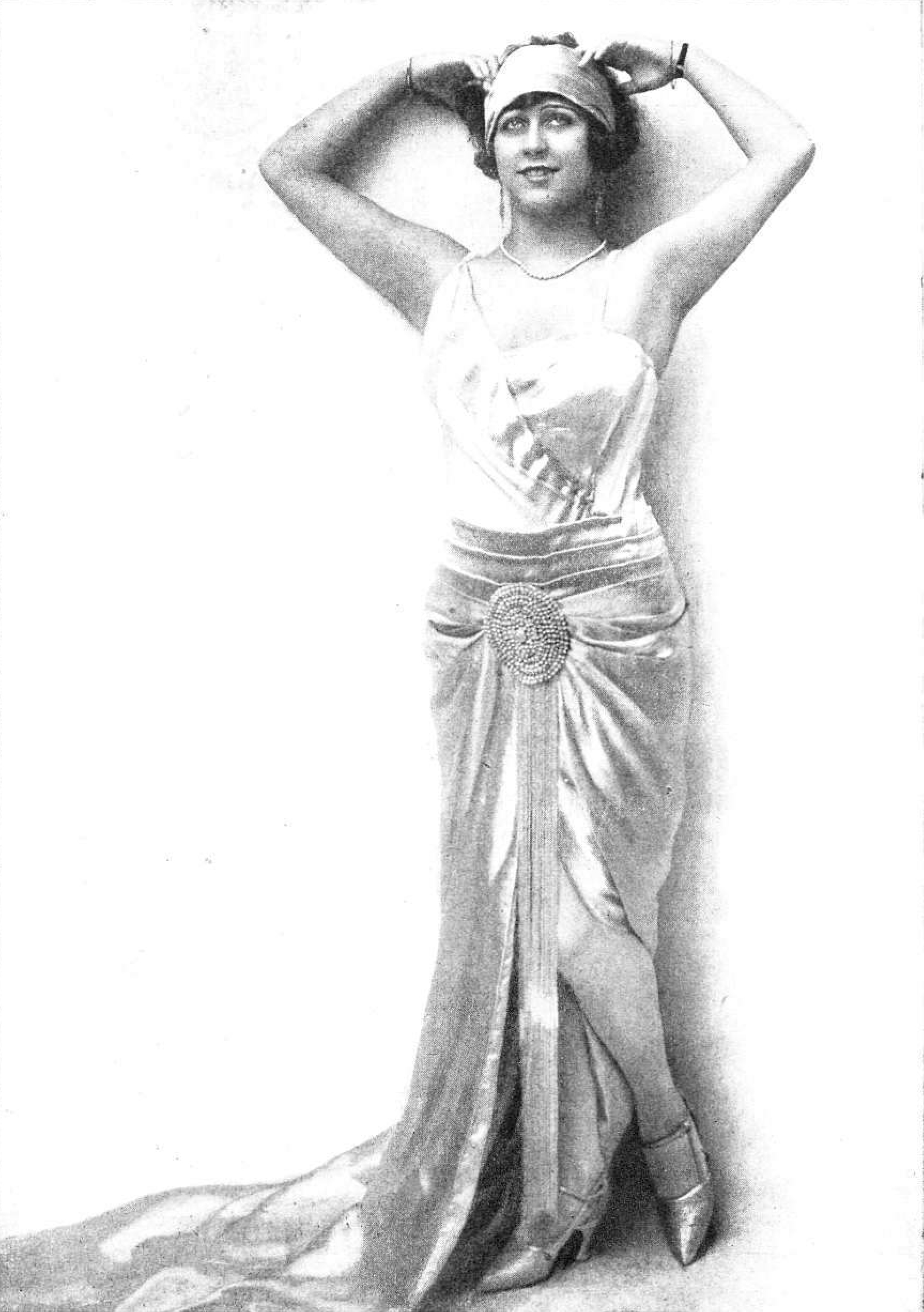
Retrato de Elvira de Amaya

En su repertorio destacan Muñecos, ¡No me pegues!, La venta del Mochuelo, Justicia baturra, La princesita está triste, Boda y bautizo, El primer tango, Modas, La novia de Pepe-Hillo, Paloma blanca, Mecha y Yo no sé que me han hecho tus ojos. Realizó 28 grabaciones para el sello Odeón. También actuó de protagonista en varias películas de los años veinte: Maruxa (Henry Vorins, 1923), Sangre española, La extranjera y La última cita (Francisco Gargallo, 1928).
Contrajo matrimonio con el teniente coronel Alfonso de los Reyes, militar republicano, con quien tuvo dos hijas: María Antonia y Angelita. Al estallar la guerra civil española su padre fue fusilado y Elvira se vio obligada a huir con su familia debido a sus simpatías republicanas. Tras una estancia en un campo de refugiados de Montpellier, pasaron a México donde se ubicó durante un breve periodo en la capital y después se asentó en Guadalajara. 
Alfonso murió en 1964 de cáncer, mientras Elvira lo hacía en octubre de 1973 de un derrame cerebral. Está enterrada junto con Alfonso en la cripta familiar en el Parque Colonias de la ciudad de Guadalajara (México).